# Blanche Edwards-Pilliet
Blanche Adélaïde Edwards-Pilliet est une médecin, féministe et réformatrice. Avec Augusta Klumpke, elle est la première femme à avoir passé le concours de l'internat de médecine en France.

## Biographie
Fille d'un médecin britannique et d'une mère française, elle est née le 24 novembre 1858 à Milly-la-Forêt.
Scolarisée à son domicile de Neuilly-sur-Seine par son père, George Hugh Edwards, elle reçoit une éducation bilingue français-anglais en humanités, et en mathématiques, sciences, grec, latin, allemand. Elle obtient son baccalauréat littéraire en 1877 et scientifique en 1878. À 19 ans, elle peut s'inscrire à la Faculté de médecine de Paris.
Avec l'Américaine Augusta Klumpke, elle s'inscrit au concours de l'externat en 1881. Elles se heurtent à des refus et des réticences de tous ordres du fait qu'elles sont des femmes. Le 17 janvier 1882, un arrêté préfectoral leur ouvre le concours de l'externat, à condition « de ne se prévaloir en aucun cas de leur titre d'élève externe pour concourir à l'internat ». Elles deviennent externes des hôpitaux en octobre 1882.
Elles décident malgré tout de poursuivre vers l'internat et se heurtent à une opposition encore plus forte. En 1885, une pétition est signée par 90 médecins et internes contre leur inscription. Le ministre de l'Instruction Publique Paul Bert doit demander au préfet de la Seine Eugène Poubelle de prendre un arrêté qui ouvre aux femmes l'internat des hôpitaux. C'est chose faite le 31 juillet 1885. Mais les deux candidates savent qu'elles continueront à rencontrer de l'hostilité,.
Augusta Klumpke réussit l'écrit, mais échoue à l'oral. Blanche Edwards ne passe pas le stade de l'écrit. L'année suivante, Augusta Klumpke est reçue 16e sur 52. Blanche Edwards est admise comme interne provisoire dans le service de Jean-Martin Charcot (signataire de la pétition en faveur de l'admission des femmes) où elle rencontre Sigmund Freud et Toulouse-Lautrec. Atteinte par la limite d'âge, elle restera donc interne provisoire toute sa vie. En 1889, elle soutient une thèse sur L'hémiplégie dans quelques affections nerveuses. Elle ouvre un cabinet de médecin généraliste dans la maison de Robespierre, au coin de la rue Richepance (actuellement rue du Chevalier-de-Saint-George) et de la rue Saint-Honoré où elle travaille les 50 années suivantes. Les cinq premières années sont difficiles. Ses clients sont des femmes pauvres et des enfants. Et souvent, elle ne les fait pas payer. Elle donne aussi des cours de médecine malgré le faible salaire. Elle est la seule femme à enseigner à l'Assistance publique des Hôpitaux de Paris. En 1891, elle avait épousé son collègue, le docteur Alexandre-Henri Pillet. En 1892, elle devient professeure pour les soins infirmiers à l’hôpital Bicêtre,.
Blanche Edwards plaide pour des réformes sociales, essentiellement en faveur des femmes et des enfants. En 1888, elle fait partie du comité de rédaction de la Revue scientifique des femmes, fondée par Céline Renooz. En 1909, elle fonde la Ligue des mères de famille, une des premières Organisations non gouvernementales, qui servira de modèle à beaucoup d'entre elles par la suite. Elle milite en 1928 en faveur du Droit de vote des femmes. En 1930, elle est élue vice-présidente d'une section de Paris. En 1924, elle est décorée Chevalier de la Légion d'honneur par son gendre Albert Monbrun, médecin des hôpitaux de Paris.
Son mari, Alexandre-Henri Pilliet (1861-1898), médecin au ministère du Commerce et conservateur du musée Dupuytren, meurt à 37 ans. Blanche Edward-Pilliet élève donc seule ses trois enfants. Elle meurt le 10 janvier 1941 dans le 16e arrondissement de Paris, à l'âge de 83 ans,,.